# Rebelde
Rebelde fou el disc debut del grup de pop rock mexicà RBD, llançat quan just començava la telenovel·la Rebelde, a finals del 2004 a Mèxic. Al principi només se'n van distribuir unes 25.000 còpies, però l'èxit va ser tan gran, que amb poc més d'un any van arribar a vendre més de 500.000 còpies allà adquirint la certificació de Diamant. Inclòs després d'adquirir aquesta certificació es va seguir venent a bon ritme.
A la resta de Llatinoamèrica, també va tenir bastant d'èxit, venent només en tot el continent uns 1.500.000 de còpies. A Brasil, va tenir tant d'èxit que es va haver de fer una versió en portuguès.

## Cançons

### Edició espanyola
1. "Rebelde" — 3:36
2. "Solo quédate en silencio" — 3:40
3. "Otro día que va" — 3:29
4. "Un poco de tu amor" — 3:27
5. "Enséñame" — 3:42
6. "Futuro ex-novio" — 3:02
7. "Tenerte y quererte" — 3:26
8. "Cuando el amor se acaba" — 3:22
9. "Santa no soy " — 3:10
10. "Fuego" — 3:03
11. "Sálvame" — 3:43

### Edició diamant
1. "Rebelde" [Versió portuguesa]
2. "Fique em silêncio" [Versió portuguesa]
3. "Querer-te" [Versió portuguesa]
4. Photo Gallery
5. Wallpapers & Icons
6. Documentary
7. RBD Game

### Edició Brasil
1. "Rebelde" (Versió portuguesa)[Rebelde] – 3:32
2. "Fique em silêncio" [Solo Quédate En Silencio] – 3:39
3. "Um pouco desse amor" [Un Poco De Tú Amor] – 3:19
4. "Ensina-me" [Enseñame] – 3:39
5. "Querer-te" [Tenerte y Quererte] – 3:16
6. "Quando o amor acaba" [Cuando El Amor Se Acaba] – 3:17
7. "Salva-me" [Sálvame] – 3:43
8. "Otro día que va" [Otro Día Que Va] – 3:29
9. "Futuro ex-novio" [Futuro Ex-Novio] – 3:02
10. "Santa no soy" [Santa No Soy] – 3:10
11. "Fuego" [Fuego] – 3:03

Els senzills promocionals, van ser els mateixos que per la versió en espanyols:
1. Rebelde
2. Fique Em Silêncio
3. Salva-me
4. Un Pouco Desse Amor

D'aquests, Fique Em Silêncio i Salva-me van ser uns grans èxits, arribant al núm.3 i al núm.12 respectivament al Top 100 Brasil, i també van tindre el seu lloc dintre el Top 100 Airplay de Llatinoamèrica només sonant al Brasil.

## Rebuda
Tots els senzills van arribar al núm.1 de singles a Mèxic menys el quart que es va quedar al núm.2.
Als Estats Units, Rebelde no va tenir tant d'èxit, mentre que Sólo Quédate En Silencio arribà al núm.2 del Hot Latin Chart i al núm.1 de la Hot Latin Pop Chart de Billboard.
A Brasil van tindre bastant d'èxit, i tot i que no van entrar tots els senzills del primer disc al Top 100, els que van entrar van arribar molt alt, com Solo Quédate En Silencio, que va arribar al núm.3, i Sálvame al núm.12 (van arribar-hi les versions en portuguès d'ambdues cançons).
A part dels senzills oficials, també hi va haver diverses cançons que van sonar molt per la radio sense ser oficials:
- Otro Día Que Va
- Enséñame

### Certificacions
| País         | Certificació | Vendes   | Notes                   |
| ------------ | ------------ | -------- | ----------------------- |
| Brasil       | Or           | +60,000  | També l'àlbum portugués |
| Mèxic        | Diamant      | 550,000  |                         |
| Espanya      | 2x Platí     | 150.000  |                         |
| Estats Units | 3x Platí     | 400,000+ |                         |
| Xile         | Platí        | 20,000+  |                         |